# Crang

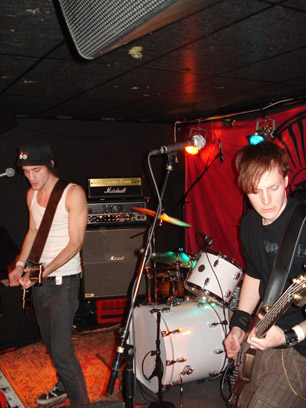
Crang på scen.

Crang är ett svenskt hardcoreband från Göteborg som har kontrakt med December Music. Bandet grundades 1998 men släppte inte sin första officiella demo Bruxism förrän 2003. Bruxism utsågs till månadens demo av Close-Up Magazine samt uppmärksammades stort runt om i landet. Följden blev debutalbumet Burden, the Stone 2005.

## Medlemmar
- Lukasz Kosinski - trummor
- Mikael Svegelius - bas
- Daniel Johansson - gitarr och sång

## Diskografi
- Burden, the Stone (2005)